# Michel Ricaud
Michel Ricaud (ur. 25 listopada 1944 w Paryżu, zm. 28 czerwca 1993 na Seszelach‎) – francuski reżyser, scenarzysta i producent filmów pornograficznych. 
Używał również pseudonimów Michel Richard, Michel Bistre, Éric Bistre, Richard Romain, Michel Garfield czy Mike Garfield.

## Życiorys
Po ukończeniu studiów na wydziale sztuki użytkowej, zarządzał firmą reklamową. Pod koniec lat 60. XX wieku pracował jako wydawca czasopism erotycznych, takich jak „Sexy roman” czy „Sex–Hebdo”, które sprzedawane były korespondencyjnie. Jego wydawnictwa podlegały kilku zakazom i procesom sądowym. 
W 1972 rozpoczął karierę jako filmowiec. Po wyreżyserowaniu kilku rozpowszechnianych w kinach filmów dla dorosłych, w tym Sofradis Perwersje łańcuchowe (Perversions en chaine (1975), wyreżyserował swój pierwszy film pornograficzny w formacie wideo dla Proserpine Et il voulut être une femme (1978), który inscenizował życie intymne transseksualisty. W latach 1986–1993 pracował dla producenta i dystrybutora Marca Dorcela. Wyreżyserował m.in.: Du boudoir au trottoir (1988), La femme en noir (1988), Étreintes à la prison de femmes (1988), Les putes de l’autoroute (1990), pastisz Błękitny anioł – Błękitna Wenus (La vénus bleue, 1993). 
Ostatniego dnia zdjęć do Private Film 9: Club Private in Seychelles z Davidem Perry, 28 czerwca 1993, wrócił wraz z asystentem Pierrem Woodmanem na miejsce ostatniej sceny nakręconej w filmie, na plażę z dużymi granitowymi skałami. Według Pierre’a Woodmana Michel Ricaud został zaskoczony minitsunami, zmieciony z klifu przez falę i utonął.

## Nagrody
| Rok  | Nagroda  | Kategoria                    | Film                            |
| ---- | -------- | ---------------------------- | ------------------------------- |
| 1992 | Hot d’or | Najlepszy reżyser francuski  | Les putes de l’autoroute (1991) |
| 1993 | Hot d’or | Najlepszy reżyser europejski | Les menteuses (1992)            |
| 1994 | Hot d’or | Najlepszy reżyser europejski | Délit de séduction (1993)       |